# Working Class Hero: The Definitive Lennon
Working Class Hero: The Definitive Lennon –en español: «Héroe de la clase obrera: El Lennon definitivo»– es un doble álbum recopilatorio de la carrera musical en solitario del músico británico John Lennon, publicado en octubre de 2005 para conmemorar que hubiera sido su sexagesimoquinto cumpleaños y el vigesimoquinto aniversario de su muerte. El álbum contiene versiones remasterizadas y remezcladas de sus canciones, extraídas de los trabajos en solitario de Lennon remasterizados por Yōko Ono entre 2000 y 2005.
Working Class Hero: The Definitive Lennon recibió buenas críticas desde su publicación y alcanzó el puesto #11 en el Reino Unido. En las listas de Billboard, el álbum debutó en el puesto #135 el 22 de octubre de 2005, donde pasaría tres semanas.

## Lista de canciones
Todas las canciones compuestas por John Lennon excepto donde se anota.

### Disco uno
1. "(Just Like) Starting Over" - 3:56
2. "Imagine" (Lennon/Yōko Ono) - 3:02
3. "Watching the Wheels" - 3:30
4. "Jealous Guy" - 4:14
5. "Instant Karma!" - 3:20
6. "Stand by Me" (Ben E. King/Jerry Leiber/Mike Stoller) - 3:26
7. "Working Class Hero" - 3:48
8. "Power to the People" - 3:22
9. "Oh My Love" (Lennon/Yōko Ono) - 2:44
10. "Oh Yoko!" - 4:18
11. "Nobody Loves You (When You're Down And Out)" - 5:07
12. "Nobody Told Me" - 3:34
13. "Bless You" - 4:37
14. "Come Together (Live)" (Lennon/McCartney) - 4:22
15. "New York City" - 4:31
16. "I'm Stepping Out" - 4:06
17. "You Are Here" - 4:07
18. "Borrowed Time" - 4:29
19. "Happy Xmas (War Is Over)" (Lennon/Ono) - 3:37

### Disco dos
1. "Woman" - 3:33
2. "Mind Games" - 4:12
3. "Out the Blue" - 3:22
4. "Whatever Gets You thru the Night" - 3:27
5. "Love" - 3:23
6. "Mother" - 5:34
7. "Beautiful Boy (Darling Boy)" - 4:01
8. "Woman Is the Nigger of the World" (Lennon, Ono) - 5:16
9. "God" - 4:09
10. "Scared" - 4:36
11. "#9 Dream" - 4:46
12. "I'm Losing You" - 3:55
  - Remake compuesto por el grupo Cheap Trick
13. "Isolation" - 2:51
14. "Cold Turkey" - 5:01
15. "Intuition" - 3:08
16. "Gimme Some Truth (canción)" - 3:15
17. "Give Peace a Chance" - 4:50
18. "Real Love" - 4:12
  - Grabado en Dakota, composición original por Lennon en 1979
19. "Grow Old With Me" - 3:20
  - Grabado el 7 de diciembre de 1980 en demo